# Justes Récompenses
Justes Récompenses est le 2e épisode de la saison 5 de la série télévisée Angel.

## Synopsis
Spike, qui vient d'apparaître dans le bureau d'Angel, découvre que sa forme est immatérielle. En l'analysant, Fred atteste qu'il n'est pas un fantôme mais qu'il lui manque sa forme physique. Spike, qui disparaît brièvement avant de réapparaître, se plaint de son état et commence à se disputer avec Angel, mentionnant au passage qu'il a une âme, ce que tout le monde à part Angel ignorait. Angel fait fermer la division de Wolfram & Hart qui fournissait des cadavres à certains clients, dont un certain Magnus Hainsley, Angel confiant à un employé la charge de le prévenir. Spike découvre qu'il ne peut pas quitter Los Angeles, revenant toujours dans les locaux de Wolfram & Hart, ce qui agace Angel, alors qu'on ramène le corps de l'employé parti chez Magnus Hainsley. Angel décide alors de rendre visite personnellement au nécromancien et Spike l'accompagne, s'amusant à le faire enrager. Une fois chez Hainsley, Angel constate que le sorcier peut contrôler son corps grâce à ses pouvoirs mais, malgré les menaces de Hainsley, il fait geler ses comptes bancaires par l'intermédiaire de Gunn, alors que Spike disparaît à nouveau.
Quand Spike réapparaît, Angel est déjà parti mais Hainsley lui offre de lui redonner son corps physique en échange de son aide. En revenant chez Wolfram & Hart, Spike surprend une conversation entre Angel et son équipe où ils parlent de ce qu'il convient de faire de lui. Wesley propose de détruire l'amulette sur un sol sacré pour mettre fin à sa non-existence, ce qui serait pour lui faire acte de charité, et Angel semble assez d'accord mais Fred s'y oppose car elle pense que Spike a un rôle à jouer. Angel reporte sa décision au lendemain mais Spike vient lui rendre visite pendant la nuit en lui révélant que Hainsley a voulu faire un marché avec lui mais qu'il en a assez de cette existence et qu'il veut qu'Angel détruise l'amulette. Tous les deux se rendent donc dans un cimetière mais, au moment où Angel va détruire l'amulette, Hainsley apparaît et prend le contrôle de son corps, le rendant inconscient. 
De retour chez Hainsley, le nécromancien informe Angel qu'il s'est mis d'accord avec Spike pour que celui-ci occupe son corps le temps nécessaire et commence le rituel pour transférer l'essence de Spike dans le corps d'Angel, mais Spike entre dans le corps d'Hainsley à la place. Angel en profite pour se libérer et tue le sorcier après un bref combat. Il s'avère que Spike avait en fait préparé ce plan à l'avance et en avait informé Angel bien qu'ils ne s'apprécient guère. Spike va ensuite voir Fred et lui explique que, quand il disparaît, c'est comme s'il allait en Enfer. Terrifié par cette situation, il la supplie de l'aider à trouver un moyen de récupérer son corps.